# ريان ميلر (لاعب كرة قدم)
ريان ميلر (بالإنجليزية: Ryan Miller)‏ (و. 1989  م) هو لاعب كرة قدم أمريكية، من الولايات المتحدة، ولد في ليتلتون، يلعب كحارس .

## روابط خارجية
- ريان ميلر على موقع إي إس بي إن.كوم (أن.أف.أل)3
- ريان ميلر على موقع مرجع كرة القدم المحترفة.كوم (الإنجليزية)